# 2019年巴黎警察總部襲擊
 2019年10月3日，巴黎警察总部的一名警方僱員刺死了他的4名同事，最終造成包括兇手在內5人死亡，2人受伤。  

## 襲擊
2019年10月3日下午，一名警方僱員在巴黎市中心的西岱岛巴黎警察總部刺伤了他的6名同事，造成4人死亡2人受傷。警察开枪還擊，杀死了袭击者。袭击发生的第二天，法国警察因对警官的暴力行为增加不滿而在全法国范围内舉行罢工。

## 襲擊者
襲擊者是45岁的Mickaël Harpon，他是一名耳聾者，于1974年出生在位於加勒比海地区的法國海外省马提尼克法兰西堡，後來成為一名IT專業人員，过去16年一直在警察总部情报部门工作，并持有保密性安全權限，使他可以访问受限制的信息，例如查看恐怖嫌疑人監視名單，警官地址以及有关在叙利亚内战中返回法国的法國公民及其家人的数据。兇手作案武器是一把陶瓷刀，並且无法被金属扫描仪探测到。

## 调查
袭击发生的第二天，當局展开了一次反恐调查，调查袭击者是否是激进的伊斯兰主义者，以及他是否已与任何恐怖组织接触。當局在襲擊者的办公室中发现了一个USB闪存盘，里面有伊斯兰国的宣传材料，包括斩首视频。根据巴黎检察官让·弗朗索瓦·里卡德说法，襲擊者於十年前改宗伊斯兰教。據襲擊者同事透露嫌犯曾在2015年支持查理週刊總部槍擊案。反恐怖主义负责人说，襲擊者具有激进极端的宗教思想，襲擊者會为具有伊斯兰背景的一些暴力行为辩护，且本人開始停止穿西服，也不与除家人以外的其他妇女交谈。襲擊者和萨拉菲派之间的关系也得到了证实。但又有报告說兇手動機是工作场所引起的纠纷。